# Садово-Хрустальненский
Садово-Хрустальненский (укр. Садово-Хрустальненський) — посёлок, относится к Краснолучскому городскому совету Луганской области Украины. Де факто — с 2014 года населённый пункт контролируется самопровозглашённой Луганской Народной Республикой.

## География
Посёлок расположен между Грабовским и Яновским водохранилищами. К юго-западу от посёлка (по Грабовскому водохранилищу) проходит граница между Луганской и Донецкой областями. Соседние населённые пункты: в Луганской области посёлки Фащевка на северо-западе, Индустрия на севере, Красный Кут на северо-востоке, город Вахрушево на востоке, Княгиневка на юго-востоке; в Донецкой области посёлок Андреевка на юге.

## Население
В январе 1989 года численность населения составляла 1121 человек.
На 1 января 2013 года численность населения составляла 606 человек.
С весны 2014 года в составе Луганской Народной Республики.

## Местный совет
94560, Луганская область, Краснолучский горсовет, г. Вахрушево, ул. Калинина, 38.